# 376
376 (CCCLXXVI) je bilo prestopno leto, ki se je po julijanskem koledarju začelo na petek.

## Dogodki
- Huni vdrejo v Rusijo.

## Smrti
- Ermanarik, kralj Grevtungov (* okoli 291)